# Battlestar Galactica (miniserie televisiva)
Battlestar Galactica è una miniserie televisiva statunitense della durata di circa 180 minuti, trasmessa in due puntate da Sci Fi Channel nel 2003. Ad essa seguirà la serie televisiva Battlestar Galactica, di cui la miniserie è considerata un backdoor pilot, cioè un particolare tipo di episodio pilota, creato appositamente per poter essere trasmesso indipendentemente dall'effettiva realizzazione della serie, mantenendo una sua autonomia narrativa.

## Puntate
| Puntate       | Prima TV originale | Prima TV Italia |
| ------------- | ------------------ | --------------- |
| Prima parte   | 8 dicembre 2003    | 25 marzo 2006   |
| Seconda parte | 9 dicembre 2003    | 1º aprile 2006  |

## Trama

### Prima parte
Dopo più di quarant'anni di onorato servizio, la nave stellare Galactica sta per essere messa a riposo e trasformata in un museo. La cerimonia commemorativa, prima dello smantellamento, è affidata al suo comandante, William Adamo e sono attesi numerosi ospiti, tra cui il sottosegretario all'istruzione delle Dodici Colonie di Kobol, Laura Roslin, e il figlio del comandante, Lee Adamo, che ritiene il padre responsabile della morte del fratello Zak durante una missione di volo di addestramento.

A poche ore dalla cerimonia i militari della Galactica sono costretti a tornare in servizio attivo quando i Cyloni attaccano improvvisamente con armi nucleari le Dodici Colonie, sterminandone la popolazione. Usando le informazioni che il Cylone umanoide Numero Sei ha ottenuto dal suo amante, il famoso scienziato Gaius Baltar, i Cyloni sono riusciti a disattivare il sistema di difesa delle Colonie.

La Galactica invia subito i Viper Mark VII in battaglia ma vengono immediatamente neutralizzati. Un Raptor con a bordo il tenente Sharon "Boomer" Valerii e il tenente Karl "Helo" Agathon viene colpito e danneggiato e i due ufficiali sono costretti ad atterrare su Caprica per le riparazioni. 
Nel loro breve soggiorno in una Caprica devastata, Sharon e Helo decidono di riportare sulla Galactica quanti più sopravvissuti possibile. Per decidere chi verrà salvato viene fatta una lotteria, ma Helo scorge Baltar nella folla e decide di lasciare il suo posto sull'astronave allo scienziato, che pensa possa tornare utile grazie ai suoi studi. Anche se riluttante, Sharon accetta.
 Mentre l'attacco cylone continua, il Tenente Kara "Scorpion" Thrace guida la difesa della Galactica da un vecchio Viper Mark II che sembra insensibile alle interferenze elettromagnetiche dei Cyloni. Kara distrugge molti dei Raider Cyloni, ma il Galactica è colpita da una bomba nucleare e riporta danni e vittime.

Il comandante Adamo è informato che il Galactica è l'unica nave stellare da guerra sopravvissuta. Viene a sapere che il Ministro Laura Roslin, quarantatreesima nella linea di successione e malata di cancro all'insaputa di tutti, ha giurato come Presidente delle Dodici Colonie. Il giuramento avviene sotto gli occhi di Lee Adamo, che viaggia, come scorta, sull'astronave del nuovo Presidente, ribattezzata Colonial One. L'astronave presidenziale viene individuata dai Cyloni e il comandante Adamo guarda impotente mentre il Colonial One è apparentemente distrutto.

### Seconda parte
Seguendo l'apparente distruzione della Colonial One, il Comandante Adamo ordina un salto FTL presso la Stazione Ragnar per rifornire la scorta di armi. All'arrivo su Ragnar, la ciurma viene sorpresa da un fuggitivo armato Leoben Conoy che decide poi di aiutarli nell'operazione di rifornimento. Nel frattempo Lee Adamo riferisce alle persone sulla Colonial One di avere finto un'esplosione elettromagnetica per ingannare i Cyloni e fare credere loro che la nave fosse stata distrutta. La Roslin forma una flotta di astronanavi civili alla quale si unisce il Raptor pilotato da Sharon Valerii. Quando la flotta è intercettata dai Cyloni la Roslin ordina ad ogni nave dotata di tecnologia FTL di saltare verso la Stazione Ragnar. Durante il salto, tuttavia, vengono lasciate indietro molte navi che non possono eseguirlo e che vengono quindi distrutte dai Cyloni.

Intanto su Ragnar Adamo scopre che in realtà Leoben è un Cylone. Adamo viene attaccato, ma alla fine uccide l'agente nemico, il quale gli rivela che le sue esperienze e la sua memoria saranno trasferite in un nuovo corpo. Di ritorno sul Galactica, Adamo è informato del fatto che il dottor Baltar ha trovato un dispositivo cylone nell'area della plancia di comando e accusa il giornalista Aaron Doral di essere un agente cylone. Doral viene arrestato e Adamo decide di abbandonarlo sulla stazione Ragnar. Baltar, senza rivelarlo a nessuno, aveva riconosciuto Doral come cylone grazie ad una "visione" della sua amante, Numero Sei.

Mentre il Galactica si prepara a lasciare la nebulosa che circonda la Stazione Kara rivela a Lee le reali circostanze in cui è morto il fratello Zak. Nonostante avesse fallito l'esame di volo di base Kara l'aveva promosso per via dei sentimenti che provava nei suoi confronti. Zak era poi morto in un incidente di volo poco tempo dopo.

Prima che Adamo cominci la battaglia il presidente Roslin cerca di convincerlo del fatto che le colonie sono ormai perdute e che l'unica chance è quella di scappare. Adamo poco a poco si rende conto che la Roslin ha ragione e ordina alla Flotta Coloniale di preparare un salto FTL oltre il sistema solare, verso lo spazio profondo.

Dopo il salto Adamo rivela che la destinazione della flotta è un pianeta chiamato Terra, la tredicesima colonia di Kobol. Quando tuttavia la Roslin lo incalza, in privato, sull'effettiva esistenza della Terra, Adamo ammette di averla usata come scusa per infondere la speranza di credere in qualcosa per cui valesse la pena vivere.

Sulla stazione Ragnar un gruppo di Cyloni si incontra con Doral: sono tutti d'accordo di inseguire la flotta e sterminare i sopravvissuti. Uno dei modelli umanoidi si rivela essere Sharon Valerii.

## Personaggi e interpreti
- Comandante William Adamo, interpretato da Edward James Olmos.
- Presidente Laura Roslin, interpretata da Mary McDonnell.
- Tenente Kara "Scorpion" Thrace, interpretata da Katee Sackhoff.
- Capitano Lee "Apollo" Adamo, interpretato da Jamie Bamber.
- Dr. Gaius Baltar, interpretato da James Callis.
- Tenente Sharon "Boomer" Valerii, interpretata da Grace Park.
- Colonnello Saul Tigh, interpretato da Michael Hogan.
- Sottufficiale Capo Galen Tyrol, interpretato da Aaron Douglas.
- Tenente Karl "Helo" Agathon, interpretato da Tahmoh Penikett.
- Sottufficiale Anastasia "Dee" Dualla, interpretata da Kandyse McClure.
- Tenente Felix Gaeta, interpretato da Alessandro Juliani.
- Numero Sei, interpretata da Tricia Helfer.
- Aaron Doral, interpretato da Matthew Bennett.
- Leoben Conoy, interpretato da Callum Keith Rennie.

## Citazioni e richiami
La scena del giuramento di Laura Roslin richiama esplicitamente e deliberatamente il giuramento di Lyndon B. Johnson a bordo dell'Air Force One immediatamente dopo l'omicidio del Presidente John Fitzgerald Kennedy, a Dallas il 22 novembre del 1963. Il giuramento avviene alla presenza di Elosha, interpretata da Lorena Gale, un leader religioso. Inizialmente Elosha doveva essere un uomo e la parte era stata offerta a Richard Hatch, il Capitano Apollo nella serie originale. Hatch rifiuta ma in seguito vestirà i panni di Tom Zareck.

## Edizioni Home Video
L'edizione in DVD è costituita dall'episodio integrale, senza suddivisioni.